# Бібліографія Пантелеймона Куліша

## Художні твори

### Поезія

#### Збірки
- Досвиткы: думи и поэми (СПб, 1862) (переглянути у Google Books) 2-ге видання: (Кіевъ, 1876)  [Архівовано 21 квітня 2021 у Wayback Machine.]
- Хуторна поезія (Львів, 1882)
- Дзвін: староруські думи й співи (Женева, 1893) переглянути на Elib [Архівовано 19 січня 2021 у Wayback Machine.]

#### Поеми
- Україна (1843)
- Настуся (1861)[1]
- Великі проводи (1862)[2]
- Магомет і Хадиза (1883)
- Уляна Ключниця (1880-ті)
- Куліш у пеклі (1890; 1896)
- Грицько Сковорода (1891)
- Маруся Богуславка (1899)

### Проза

#### Оповідання
- Малоросійські оповідання (рос.) (1840)
- Самое обыкновенное проишествие (рос.) (1846)
- Орися (1857)
- Сіра кобила (1860)
- Про злодія у селі Гаківниці[3] (1861)
- Півпівника (1861)
- Гордовита пара (1861)
- Січові гості (1862)[4]
- Дівоче серце (1862)
- Порубежники (1864)
- Мартин Гак (1863)
- Потомки українського гайдамацтва (1868)
- Дѣдушкинъ завѣтъ (1885)

#### Повісті, романи
- Огненный змей[5] (рос.) (1841)
- Михайло Чарнишенко або Малоросія вісімдесят років тому (рос.) (1844)
- История Ульяны Терентьевны (рос.) (1847)
- Яковъ Яковличъ (рос.) (1852)[6]
- Шукачі щастя[7] (перша половина 1850-х; 1930)
- Алексѣй Однорогъ (рос.) (1853)
- Теклуша (рос.) (1856)
- Чорна рада: хроніка 1663 року (1857) (переглянути у HathiTrust [Архівовано 29 січня 2019 у Wayback Machine.])
- Майор (рос.) (1859)[8]
- Другой человек. Из воспоминаний былого (рос.) (1861)[9]
- Украинские незабудки (рос.) (1862) [10]
- Метель в степях (рос.) (1876)[11]
- Владимирия или Искра любви (рос.) (1894)[12]
- Омут (рос.) (1895) [13]

#### Незавершені
- Евгений Онегин нашего времени (1847; 1927)[14]
- Липовые пущи (1861)[15]
- Тайна (1861)[16]
- Брати (1864)[17]
- Марьин хутор («Человек без сердца») (рос.) (1874)[18]
- Послѣдній изъ рода Борецкихъ (1894)

### Драматургія
- Колії (1860)[19]
- Хуторянка (1877)
- Байда, князь Вишневецький (1884-1885)
- Петро Сагайдачний (1900)
- Царь Наливай (1900)

## Наукові твори

### Праці
- Опыт биографии Николая Васильевича Гоголя (рос.) (1854) (переглянути у Google Books)
- Обзоръ украинской словесности (1861-1862)[20]
- Исторія возсоединенія Руси
  - Том I (рос.) (СПб, 1874) (переглянути у Google Books)
  - Том II (рос.) (СПб, 1874) (переглянути у Google Books, або в Archive Org)
  - Том III (рос.) (Москва, 1877) (переглянути у Google Books, або в Archive Org)
- Отпаданіе Малороссіи от Польши (1888)
  - Томъ 1 (рос.) (1340—1654) (Москва, 1888) (переглянути у е-бібліотеці «Чтиво» [Архівовано 24 лютого 2020 у Wayback Machine.])
  - Томъ 2 (рос.) (1340—1654) (Москва, 1888) (переглянути у е-бібліотеці «Чтиво» [Архівовано 5 серпня 2020 у Wayback Machine.])
  - Томъ 3 (рос.) (1340—1654) (Москва, 1888) (переглянути у е-бібліотеці «Чтиво» [Архівовано 24 лютого 2020 у Wayback Machine.])

### Науково-популярні твори
- Повість про український народ (1846)
- История Бориса Годунова и Димитрия Самозванца (рос.) (1857)
- Хмельнищина (1861) (переглянути у НБУВ [Архівовано 10 березня 2022 у Wayback Machine.])
- Виговщина (1861)
- Мальована гайдамаччина (1876)  [Архівовано 27 жовтня 2021 у Wayback Machine.]

### Окремі статті
- Объ отношеніи малороссійской словесності къ общерусской (1857)[21]
- Взгляд на малороссийскую словесность по случаю выхода в свет книги «Народні оповідання» Марка Вовчка (1857)[22]
- Григорій Квітка (Основ’яненко) і його повісті: слово на новий вихід Квітчиних повістей (1858)[23]  [Архівовано 21 квітня 2021 у Wayback Machine.].
- Что такое поэзія и что народная поэзія (1859).
- Гоголь какъ автор повѣстей изъ украинской жизни (1861).
- Паденіе шляхетскаго господства въ Украине обеихъ сторонъ Днѣпра (1862).
- Первий перыод козацтва од його початку до ворогування з Ляхами (1868).
- Нарисъ исторіи словесности русско-украінской (1869).
- Значіннє руських земель у давній Польщі (1872).
- Польская колонизація юго-западной Руси (1874).
- Малорусские казаки между Россией и. Польшей в 1659 году (передмова, 1876).
- Галицька Русь в починах козацько-шляхнтцькоъ усобицы (1877).
- Казаки по отношенію къ государству и обществу (1877).
- Турецкая неволя (1877).
- Украинскія казаки и паны в двадцатилѣтіе передъ бунтомъ Богдана Хмѣльницкаго (1896).
- Кіево-Днѣпровская Русь послѣ татарскаго погрома (1897).
- Дві мові, книжня і народня (1914)  [Архівовано 27 квітня 2021 у Wayback Machine.]

## Публіцистичні твори
- Листи з хутора (1861)
- Отвѣт «Бояну»-Стебельскому на «Письмо до Кулиша» (Письмо къ редактору «Правды») (1867)
- Герценів Дзвін (1869)
- Хуторская философия и удаленная от света поэзия (рос.) (СПб, 1879)
- Крашанка русинам и полякам на Великдень 1882 року (1882)
- Зазивний лист до української інтелігенції (1882)
- Vergewaltigung der Basilianer in Galizien durch die Jesuiten (нім.) (1882)  [Архівовано 29 жовтня 2021 у Wayback Machine.]
- Украинофилам (1862; 1911)  [Архівовано 6 червня 2021 у Wayback Machine.]

## Переклади
- Товкачгь, оповіданнє Ауербаха (1862).
- Исторія Англіи[en],  Полное собрание сочинений, Т. 7. Часть 2 (друге видання 1868) [Архівовано 3 червня 2021 у Wayback Machine.] (1863) [24].
- Русалка, Мицкевичова балада // «Зоря», 1880. ч. 17
- Сьвяте Письмо Старого і Нового Завіту
  - Святе Письмо, або вся Библія старого и нового Завіту, русько-українською мовою переложена. (Перша частина Біблії, п'ять книг Мусієвих). — Л. коштомъ и заходомъ редакциї "Правди", [1869.] стор. 172. 
  - Святе Письмо Нового Завіту мовою русько-українською, переклали вкупі П. А. Куліш и д-р. Ив. Пулюй, Відень, 1871, печатано у-ві Львові, стор. 461.
  - Сьвяте письмо старого завіту, мовою руськоукраїнською. У Відні, виданнє Британського і Заграничнього біблійного товариства, переклад П. О. Куліша, Ї. С. Левіцького і Пулюя (1903)
- Шекспирови твори
  - Т. 1. "Отелло", "Троїл та Крессида", "Комедія помилок" (1882).
  - Гамлєт, принц Датський (1899).
  - Приборкана гостраха (1900).
  - Макбет (1900).
  - Коріолян (1900).
  - Юлій Цезарь (1901).
  - Антоній і Клеопатра (1901).
  - Багато галасу з нічого (1901).
  - Ромео та Джульєтта (1901).
  - Міра за міру (1902).
  - Король Лїр (1902).
- Дон-Жуан, поема лорда Байрона. Переспів (1891)
- Позичена кобза (1896)
- Чайлд-Гарольдова Мандрівка (1905)

### Переклади творів Куліша
- Orysia. Idylla. Przel. Fr. Mroczko. «Przeglad Literacki, Artystyczny», 1882. Nr 15. S. 29-45.  [Архівовано 29 жовтня 2021 у Wayback Machine.]
- Orysja von Kulisch aus Kleinrussischen von P. Levicki // Österreichische Rundschau, 1883. Dezember. S. 1103-1108.  [Архівовано 29 жовтня 2021 у Wayback Machine.]
- The Black Council [by] Panteleimon Kulish. Abridged and translated from Ukrainian by George S. N. and Moira Luckyj. Ukrainian Academic Press, 1973.  [Архівовано 29 жовтня 2021 у Wayback Machine.]

## Епістолярій
- Отреченіе Куліша отъ своей правописі (1867)[25].
- Листи П. О. Куліша до Івана Пулюя 1870—1886 рр. // П.О. Куліш [матеріяли і розвідки]. Частина 2. — Львів, 1930. — с. 1—78  [Архівовано 10 травня 2021 у Wayback Machine.]
- Вибрані листи Пантелеймона Куліша українською мовою писані. /ред. Ю. Луцького; передм. Ю. Шевельова. – Нью-Йорк; Торонто: Укр. вільна акад. наук у США, 1984. – 326 с  [Архівовано 19 жовтня 2020 у Wayback Machine.].

## Упорядкування, редагування
- Записки о жизни Николая Васильевича Гоголя.  Т. 1 [Архівовано 3 червня 2021 у Wayback Machine.] Т. 2 [Архівовано 3 червня 2021 у Wayback Machine.] (рос.) (1856)
- Записки о Южной Руси, том 1-2 (коментарі автора рос.) (1856) (переглянути у Google Books, або в Інтернет-архіві: том 1; том 2)
- Граматка (1857).
- Проповѣди на малороссійскомь язькѣ протоіерея В. В. Гречулевича, переработанныя и дополненныя Кулишомъ (1857)[26].
- Сочинения и письма Н. В. Гоголя. Т. 1 (1857)[27]
- Хата : 1860 : альманах [Архівовано 26 січня 2021 у Wayback Machine.] / іздав П. А. Куліш. — Петербург : В друк. П. А. Куліша, 1860. — XXII, 215, 2 с.
- Матеріялы для Історіи Возсоединенія Руси. Том I: 1578—1630 (рос.) (Москва, 1877) (переглянути у HathiTrust [Архівовано 29 січня 2019 у Wayback Machine.], або в Archive Org)

## Спогади
- Жизнь Куліша (1868)[28].
- Воспоминанія о Николаѣ Ивановичѣ Костомаровѣ (1885).

## Видання творів

### Прижиттєві видання
- Украи́на: Од початку Вкраи́ны до батька Хмелницького. (Київ, 1843) (переглянути у е-бібліотеці «Чтиво» та НБУВ [Архівовано 6 листопада 2021 у Wayback Machine.])
- П. Кулишъ. «Михайло Чарнышенко или Малороссія восемьдесятъ летъ назадъ» у 3 т. (рос.) (Київ, 1843) (переглянути у HathiTrust [Архівовано 29 січня 2019 у Wayback Machine.])
- Пантелеймон Кулиш. Повесть об украинском народе (рос.) (СПб, 1846) (оригінал російською [Архівовано 27 листопада 2021 у Wayback Machine.])
- П. Кулишъ. «Украинскія Народные Предания», кн. 1. (Москва, 1847) (переглянути на сайті НПБУ [Архівовано 11 серпня 2017 у Wayback Machine.] та HathiTrust [Архівовано 29 січня 2019 у Wayback Machine.])
- Куліш П. Чорна Рада, хроніка 1663 року / написав П. Куліш. — СПб. : В тип. А. Якобсона, 1857. — 428, 5 с. [Архівовано 19 січня 2021 у Wayback Machine.]
- П. Кулишъ. «Майоръ», ("Р. Вѣстникѣ, 1859)
- [Конволют 1-9] , 1861: «Орися» [Архівовано 20 лютого 2020 у Wayback Machine.] (1861), Бабуся с того світу [Архівовано 20 лютого 2020 у Wayback Machine.] (1861), Очаківська біда [Архівовано 20 лютого 2020 у Wayback Machine.] (1861), Півпівника [Архівовано 20 лютого 2020 у Wayback Machine.] (1861) (Джерело: НБУ імені В. І. Вернадського)
- [Конволют 1-15] , 1862: гости Чупрына и Чортоусъ" [Архівовано 20 травня 2018 у Wayback Machine.] (1862), Циганъ (уривок) [Архівовано 20 травня 2018 у Wayback Machine.] (1862) (Джерело: НБУ імені В. І. Вернадського)
- Пантелеймон Куліш. Дівоче серце. (Київ, 1876) (переглянути у НБУВ [Архівовано 9 березня 2022 у Wayback Machine.])
- Панько Куліш. Хуторянка. (Львів, 1877) (переглянути у Google books)

### Посмертні видання
- Кулиш, П. А. Воспоминания детства: повести. Бахмут: Типо-Литография М. М. Крамарева, 1899. 490 с.
- Куліш Олелькович Панько. «Драмована трылогія». (Харків, 1900) (переглянути у HathiTrust [Архівовано 29 січня 2019 у Wayback Machine.])
- Куліш П. Українські оповідання. — Львів, Літературно-Наукова біблїотека, 1904. – Ч. 73-74. – 144 с.
- Твори. Т. 4 : Псалтир / Пантелеймон Куліш. — В Берліні : Укр. слово, 1923. — 264 с. — (Бібліотека ”Українського слова” ; ч. 37). [Архівовано 19 вересня 2020 у Wayback Machine.]
- П. Куліш. Маруся Богуславка (Львів, 1928) (переглянути у Chtyvo [Архівовано 20 травня 2018 у Wayback Machine.])
- Щоденник. — К., 1993;
- Куліш П., Костомаров М., Франко І. Жидотрєпаніє К; МАУП 2005—424 с.
- «Повість про український народ». Українською переклала Ярослава Прихода. Львів: Літопис, 2006 (переглянути український переклад)
- Повість про український народ. Моє життя (Жизнь Куліша). Хутірська філософія і віддалена од світу поезія. Упорядкування, передмова, переклад, примітки: Олександер Шокало. Київ: «Український Світ», 2005.

#### Вибрані твори
- Поезії [Архівовано 1 березня 2021 у Wayback Machine.] / вибір, ред. і ст. М. Зерова. – Київ : Книгоспілка, 1927. – LXIII + 126 с. + XIII.
- Поезії [Архівовано 24 лютого 2020 у Wayback Machine.]  / Пантелеймон Куліш. – К. : Радянський письменник, 1970. – 394 с.

### Зібрання творів

#### Повести в 4 томах (1860)
(переглянути у HathiTrust [Архівовано 29 січня 2019 у Wayback Machine.])
- Т. 1. Чорная рада.
- Т. 2. Алексѣй Однорогъ.
- Т. 3. Воспоминанія дѣтства Николая М*.
- Т. 4. Майор. Нотатки з заднѣпрянскиъ гайдамаковъ.

#### Твори Пантелеймона Куліша в 6 томах (1908—1910)
(переглянути у HathiTrust [Архівовано 29 січня 2019 у Wayback Machine.])
- Куліш П. Твори Пантелеймона Куліша. Т. 1. — У Львові : Вид. т-ва ”Просвіта”, 1908. — 502, 2 с. — (Руска письменність ; 6, 1). [Архівовано 19 січня 2021 у Wayback Machine.]
- Куліш П. Твори Пантелеймона Куліша. Т. 2. — У Львові : Вид. т-ва ”Просвіта”, 1909. — 559 с. : портр. — (Руска письменність ; 6, 2). [Архівовано 19 січня 2021 у Wayback Machine.]
- Куліш П. Твори Пантелеймона Куліша. Т. 3. — У Львові : Вид. т-ва ”Просвіта”, 1909. — 575 с. : портр. — (Руска письменність ; 6, 3). [Архівовано 19 січня 2021 у Wayback Machine.]
- Куліш П. Твори Пантелеймона Куліша. Т. 4. — У Львові : Вид. т-ва ”Просвіта”, 1909. — 528 с. : портр. — (Руска письменність ; 6, 4). [Архівовано 19 січня 2021 у Wayback Machine.]
- Куліш П. Твори Пантелеймона Куліша. Т. 5. — У Львові : Вид. т-ва ”Просвіта”, 1910. — 560 с. — (Руска письменність ; 6, 5). [Архівовано 19 січня 2021 у Wayback Machine.]
- Куліш П. Твори Пантелеймона Куліша. Т. 6. — У Львові : Вид. т-ва ”Просвіта”, 1910. — 672 с. — (Руска письменність ; 6, 6). [Архівовано 19 січня 2021 у Wayback Machine.]

#### Сочинения и письма П.А.Кулиша в 5 т. (1908— 1910)
- Т. 1. (Стихотворенія 1843–1882). – 1908. – 547 с  [Архівовано 10 березня 2022 у Wayback Machine.].
- Т. 2. (Стихотворенія 1882–1892). – 1908. – 489 с  [Архівовано 10 березня 2022 у Wayback Machine.].
- Т. 3. (Стихотворенія 1892–1897). – 1908. – 682 с .

#### Повне зібрання творів (2005 — (?))
Виданням «Критика» заплановане видання 35-томного повного зібрання творів. На сьогодні вийшли такі томи:
- Т. І Листи: 1841—1850[30] — Видавництво «Критика», 2006.
- Т. II Листи: 1850—1856[31] — Видавництво «Критика», 2009.
- Т. ІІІ: Записки о Южной Руси. Кн.1–2[32] — Видавництво «Критика», 2015.
- Переклади і переспіви. Т. І: Шекспирові твори: Отелло. Троїл та Крессида. Комедія помилок.[33] — Видавництво «Критика», 2021.